# Clara Atelman
Clara Paulina Atelman (Villa Clara, 24 de septiembre de 1928-Paraná, 9 de junio de 2022), fue una militante argentina por los derechos humanos en la provincia de Entre Ríos. También fue conocida como Clara Fink, por el apellido que tomó de su esposo.

## Trayectoria

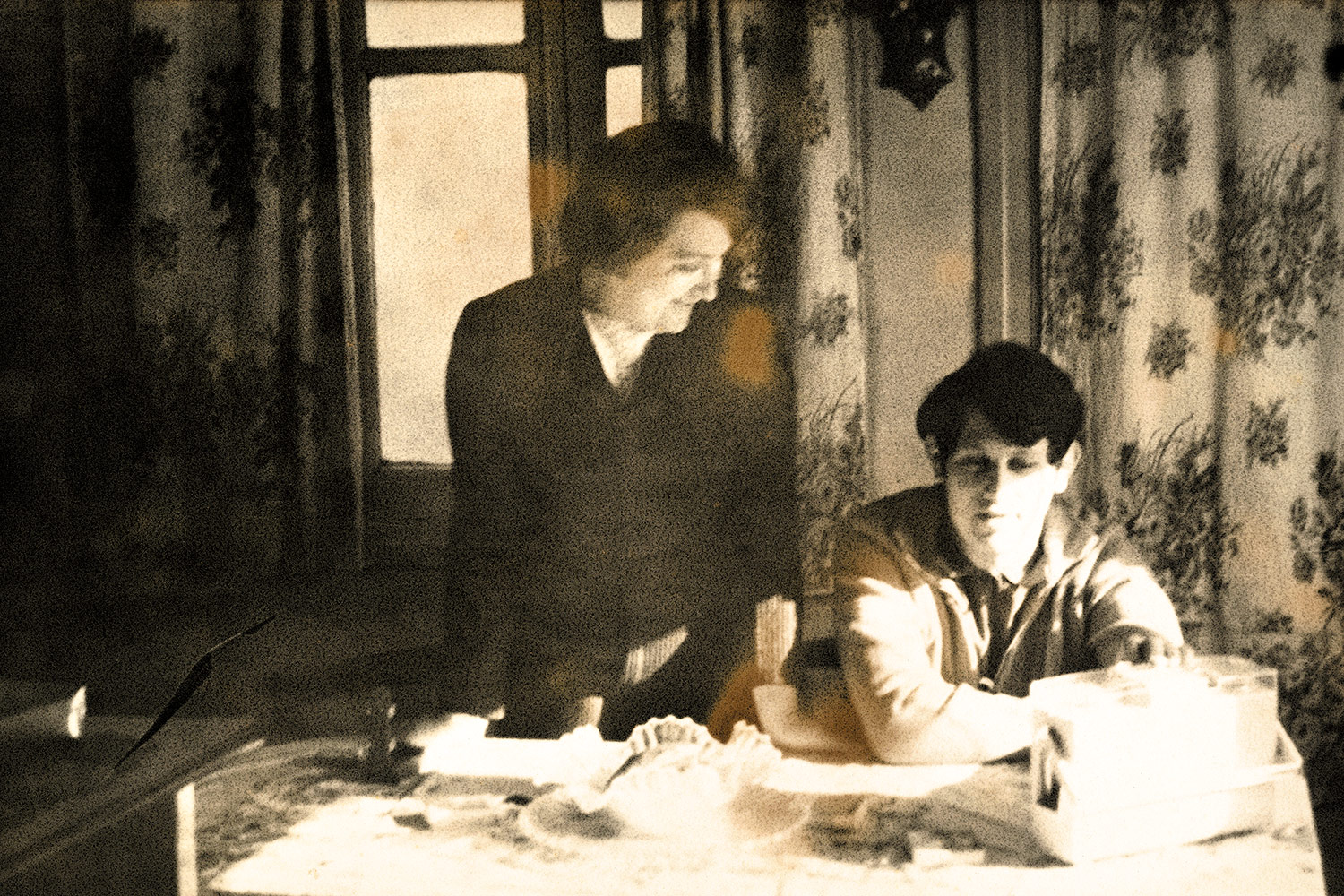
Clara Atelman de Fink junto a su hijo Claudio Fink en 1974, en la casa de calle Jujuy en Paraná, donde Claudio sería secuestrado dos años después en 1976 por la última dictadura cívico militar.

Su lucha comenzó con la detención y desaparición de su hijo, Claudio Fink, estudiante de Ingeniería Electromecánica en la Universidad Tecnológica Nacional (UTN Regional Paraná) y militante de la Juventud Universitaria Peronista (JUP), en 1976.
Integró la Asociación de Familiares y Amigos de Desaparecidos Entrerrianos y en Entre Ríos (AFADER) y la Liga por los Derechos del Hombre. Su vida estuvo  signada por la búsqueda de memoria, verdad y justicia, militando por el esclarecimiento de los casos y el castigo a los culpables, lucha que llevó adelante especialmente junto a otras madres: Amanda Mayor, Pepita Goyeneche y Carmen Germano.
Su esposo, Efraín Fink, fue cofundador de la Asamblea Permanente por los Derechos Humanos (APDH) en Paraná. 
Declaró en la causa Área Paraná, siendo fundamental su testimonio.

### Causa Área Paraná

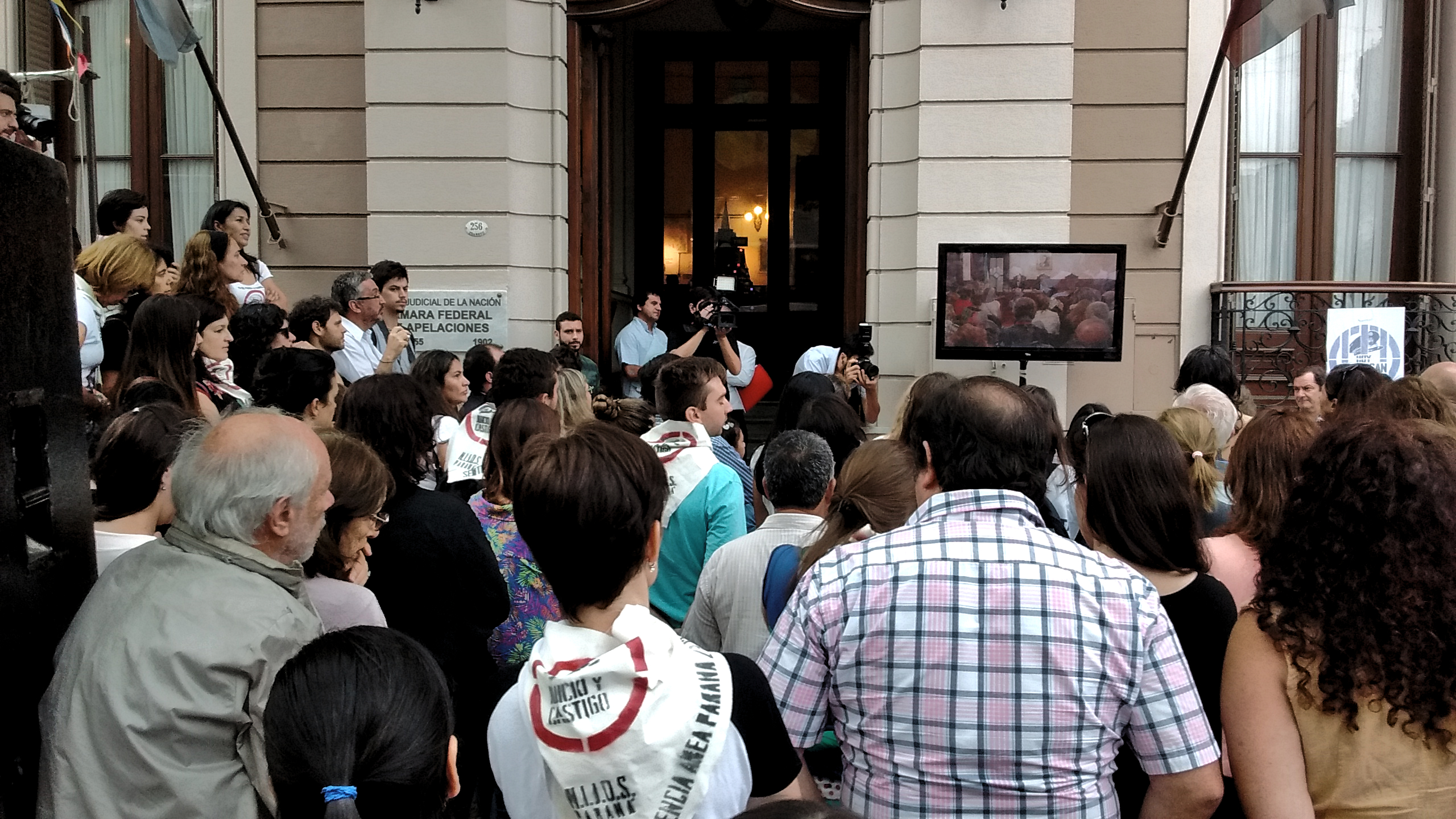
Agrupaciones y movimientos convocados frente al Juzgado Federal de Paraná, aguardando la Sentencia del Juicio "Área Paraná" en diciembre de 2015

Se trata de la causa judicial que nuclea los casos de delitos de lesa humanidad cometidos en Entre Ríos durante la última dictadura militar argentina. Tras la sanción de las Leyes de Obediencia Debida y Punto Final la causa fue paralizada, su posterior nulidad permitió reabrir esta megacausa.
Los principales procesados imputados son: Juan Carlos Trimarco, Ramón Genaro Díaz Bessone, Leopoldo Fortunato Galtieri, Alberto Rivas, José Anselmo Appelhans, Oscar Ramón Balcaza, Luis Francisco Armocida, Daniel Manuel Rodríguez, Carlos Horacio Zapata, Julio Raúl Paredes, Oscar Ramón Obaid, María Rosa Bidinost, Carlos María Cerrillos, José Faustino Fernández, Carlos Patricio Zapata, Constantino Francisco González, Abel Teodoro Catuzzi, Alfredo Ismael Duré.
En mayo de 2020 se determinó la culpabilidad y condena de ocho de los imputados: Jorge Humberto Appiani, José Anselmo Appelhans Naldo Miguel Dasso, Gonzalo López Belsué, Rosa Susana Bidinost, Guillermo Quintana, Alberto Rivas y Hugo Moyano.

## Reconocimientos
El 11 de julio de 2013, mediante la ordenanza 9138 fue declarada ciudadana ilustre de Paraná por el Honorable Concejo Deliberante. El martes 10 de diciembre del mismo año se realizó el homenaje con la entrega del respectivo diploma y una plaqueta por parte del presidente del Concejo Deliberante, Gastón Grand y la intendenta Blanca Osuna.